# ناحية بنارويه
ناحية بنارويه (بالفارسية:  بخش بنارويه) (بالإنجليزية: Banaruiyeh District)‏ هي ناحية من نواحي مقاطعة لارستان، محافظة فارس، إيران. بلغ عدد سكانها في إحصاء السكان عام 2006 ميلادية 17,174 نسمة في 3,710 عائلة. المنطقة لها مدينة واحدة هي مدينة بنارويه. يتبع ناحية بنارويه قسمان ريفيان هما قسم بنارويه الريفي وقسم ده فيش الريفي.